# كتيبة سوداء
كتيبة سوداء هي رواية من تأليف الكاتب المصري محمد المنسي قنديل. صدرت الرواية لأوّل مرة عام 2015 عن دار الشروق للنشر والتوزيع في مصر الجديدة بالقاهرة. ودخلت في القائمة الطويلة للجائزة العالمية للرواية العربية لعام 2016، المعروفة باسم «جائزة بوكر العربية».

## حول الرواية
تدور أحداث رواية «كتيبة سوداء» للكاتب المصري «محمد المنسي قنديل» في السنوات الممتدة بين العامين 1863 و1867، التي حفلت بالكثير من المتغيرات على الصعيد العالمي. يتفق الإمبراطور الفرنسي نابليون الثالث مع الخديو سعيد، حاكم مصر، على نقل مئات المقاتلين من العبيد السود إلى المكسيك والذين يقوم بتسليمهم لمارك، وهو أخو الإمبراطور النمساوي ليوبولد، الذي يرحل إلى المكسيك برفقة زوجته الشابة شارلوت ليتسنم عرشها في وقت ثورة واضطرابات. في هذه الرواية يرصد الروائي حكاية ومصير «العاصي» وهو العبد الأسود الذي يتحدى النخاس بداية، ويتحول بعد ذلك إلى قائد لمجموعته، يتصدّى للمشقات التي يمر بها، ابتداء من أرض السودان إلى مصر ثم إبحاره بعد ذلك إلى المكسيك، واختيار الإمبراطورة له ليكون مرافقها وحارسها، وصولا إلى دوره في الثورة الفرنسية وأحداث الكومونة 1867. إنها رواية عن الحرب والحب والمصير الإنساني.